# Галеова кућа у Сомбору (Галерија Милана Коњовића)
Галеова кућа у Сомбору (данас Галерија Милана Коњовића) подигнута је 1838. године и представља непокретно културно добро као споменик културе од великог значаја.

## Изглед зграде
Зграда је подигнута као једноспратна грађевина на Тргу Св. Тројства 2, првобитно наменски грађена за апотеку. Једноставна у својој архитектонској концепцији, симетрична је у основи и изгледу. Главна фасада је плитко разуђена вертикалном и хоризонталном поделом. Централни ризалит је извучен из равни чиме је наглашен улаз у зграду. Плитки пиластри полазе од сокла до хоризонталног венца, а на угловима зграде и ризалитима допиру до кровног венца једноставне обраде. Само се на ризалиту на спрату у правцу изнад каменом уоквиреног полукружног једноставног портала пиластри појављују од венца до венца и тиме деле истурени део фасаде на три дела. У приземљу и на спрату прозори су правоугаони са оквирима и потпрозорницима. У приземљу су бочни прозори шири. У згради је галерија Милана Коњовића.
Обимнијим радовима је претворена у галерију 1961. године.